# Civilförsvarsstyrelsen
Civilförsvarsstyrelsen (Cfs) var en myndighet som verkade i olika former åren 1944–1986. Myndighetsledningen var förlagd i Karolinen i Karlstad.

## Historik
Den tillkom genom 1944 års civilförsvarslag och ersatte Luftskyddsinspektionen och Statens utrymningskommission. Den hade som namnet antyder huvudansvaret för det statliga civilförsvaret. Civilförsvarsstyrelsens verksamhet inleddes den 1 oktober 1944. Till en början sorterade den under Socialdepartementet, senare Inrikesdepartementet, Kommundepartementet och till sist Försvarsdepartementet. År 1978 omlokaliserades myndigheten från Jämtlandsgatan 97 i Stockholm till Karolinen i Karlstad. Civilförsvarsstyrelsen upphörde som myndighet den 1 juli 1986, då myndigheten sammanslogs med Statens brandnämnd och dess uppgifter övertogs av det nyinrättade Statens räddningsverk.

## Ingående enheter
Civilförsvarsstyrelsens bedrev utbildning vid civilförsvarsskolorna i Rosersbergs slott, Katrineholm, Revinge garnison, Sandöskolan (Kramfors), Brännebrona (Skövde). Under en kortare tid bedrevs även utbildning i Tylösand och Djursätra (Skövde). År 1977 omorganiserades civilförsvarsskolorna till centrala utbildnings- och förrådsanläggningar. Anläggning Öst i Rosersberg, Anläggning Central i Katrineholm, Anläggning Norr i Sandö, Anläggning Syd i Revinge och från och med 1980 Anläggning Väst i Skövde.

## Generaldirektörer och chefer
- 1944–1948: Åke Natt och Dag
- 1948–1975: Åke Sundelin
- 1975–1986: Gunnar Gustafsson